# Chen Peina
Chen Peina (chiń. 陈佩娜 ur. 19 czerwca 1989) – chińska żeglarka sportowa, srebrna medalistka olimpijska z Rio de Janeiro.
Zawody w 2016 były jej pierwszymi igrzyskami olimpijskimi. W Brazylii była druga w windsurfingowej klasie RS:X. W tej klasie zdobyła złoto mistrzostw świata w 2015 i 2017.